# Choi Yong-sool
Đây là một tên người Triều Tiên, họ là Choi.
Choi Yong-sool (9 tháng 11 năm 1904 - 15 tháng 6 năm 1986) là tổ sư sáng lập môn võ Hapkido. Ông sinh ra ở Chungcheongbuk-do, Hàn Quốc. Năm 8 tuổi, ông tới Nhật Bản trong thời kì Nhật chiếm đóng Hàn Quốc.Sau đó, choi trở thành môn đệ của Takeda Sōkaku và đã nghiên cứu một hình thức jujitsu gọi là Daito-ryū Aiki-jūjutsu trong khi ở Nhật Bản.
Choi Yong-sool trở về Hàn Quốc sau khi kết thúc Thế chiến II và năm 1948 bắt đầu giảng dạy hapkido tại một nhà máy bia do cha của học sinh đầu tiên Seo Bok-seob sở hữu.
Choi Yong-Sool được vinh danh với danh hiệu doju (có nghĩa là "người sáng lập"). Các phân nhánh của Hapkido sau này, như Hwa Rang Do, Kuk Sool Won, cũng như những nghệ thuật ít được biết đến hơn như Han Pul đều có ảnh hưởng từ những lời dạy của ông.